# 地震モーメント
地震モーメント（じしんモーメント）とは、地震の大きさを示す指標のひとつで、断層運動の力のモーメント（エネルギー）の大きさを表す。
断層面の剛性率を{\displaystyle \mu }（Pa）、断層面積の合計を{\displaystyle A}（m2）、断層全体での変位（すべり）量の平均を{\displaystyle {\bar {D}}}（m）としたとき、地震モーメント{\displaystyle M_{0}}は、
{\displaystyle M_{0}=\mu A{\bar {D}}}
と表される。単位はニュートンメートル（N・m）である。

## 概要
地震そのものの大きさを表す指標としては最も的確な指標であり、セントロイド・モーメント・テンソル（CMT解）の算出や、大地震で多用されるモーメント・マグニチュード (Mw) の算出に用いられている。
マグニチュードと地震の放出するエネルギー {\displaystyle W_{0}} （J）は以下の関係にある。
{\displaystyle \log _{10}W_{0}=1.5M+4.8}
地震の放出するエネルギーは応力降下量（ストレスドロップ、stress drop） {\displaystyle \Delta \sigma } と以下の関係にある。
{\displaystyle M_{0}={\frac {\Delta \sigma }{c}}A^{2/3}}
また、エネルギーは岩盤の剛性率 {\displaystyle \mu } と以下の関係にある。
{\displaystyle W_{0}={\frac {1}{2}}\Delta \sigma DA={\frac {\Delta \sigma }{2\mu }}M_{0}}
多くの地震において応力降下量と剛性率の比率はほぼ一定と見做せるから、地震の放出するエネルギーと地震モーメントはほぼ比例するといえる。この考えから地震モーメントに基づいた地震の規模を定義することが可能でモーメント・マグニチュードと呼ばれる。
{\displaystyle W_{0}={\frac {M_{0}}{2\times 10^{4}}}}
{\displaystyle M_{\rm {W}}=(\log _{10}M_{0}-9.1)/1.5}
Mwの算出に用いることからも分かるように、{\displaystyle M_{0}}はマグニチュードと対応している。このことから経験的に地震の規模と断層長・変位量の目安が分かっている。断層長、幅、変異量の比率が地震の規模に拘わらずほぼ一定で相似と見做すスケーリング則が成立していると仮定すると以下のようになる。
- Mw3のとき、断層長は約400m、変位量は約2cm
- Mw5のとき、断層長は約4km、変位量は約0.2m
- Mw6のとき、断層長は約13km、変位量は約0.6m
- Mw7のとき、断層長は約40km、変位量は約2m
- Mw8のとき、断層長は約130km、変位量は約6m
- Mw9のとき、断層長は約400km、変位量は約20m

1960年代後半から地震学に登場した考え方であり、1980年代からモーメント・マグニチュードが普及してからは地震観測でも広く使われている指標である。算出には波形が安定した遠地波形（震源から遠い観測点の波形）を用いる必要があり、すぐには算出できないという欠点がある。

## エネルギーとの関係式
地震モーメントは地震時のエネルギー変化の直接的な指標ではない。地震モーメントと地震に関わるエネルギーの関係は不確定性が大きく地震毎に変動する可能性のあるパラメータに依存している。地震の潜在的なエネルギーは、生成された応力と重力エネルギーとして、弾性エネルギーの形で地殻に蓄積される。地震発生時、蓄積された潜在エネルギー{\displaystyle \Delta W}は、亀裂生成のような岩石の摩擦弱化と非弾性変形におけるエネルギー拡散{\displaystyle E_{f}}、熱量{\displaystyle E_{h}}、放射された地震エネルギー{\displaystyle E_{s}}に変換される。
地震によって引き起こされる潜在エネルギーの欠損{\displaystyle \Delta W}は、{\displaystyle {\overline {\sigma }}}を地震前後の断層における絶対的な断応力の平均値、{\displaystyle \mu }を断層面の剛性率とした時、
{\displaystyle \Delta W\approx {\frac {\overline {\sigma }}{\mu }}M_{0}}
で推定される。すべての深さでの絶対的な断応力を測定する技術、または正確に推定する方法は存在していないため、{\displaystyle {\overline {\sigma }}}は不完全な値で用いられている。{\displaystyle {\overline {\sigma }}}はある地震と他の地震で異なる値を取りえる。同一の地震モーメント{\displaystyle M_{0}}、異なる断応力{\displaystyle {\overline {\sigma }}}の2つの地震は全く異なる潜在エネルギー{\displaystyle \Delta W}が計測される。
地震によって引き起こされる放射エネルギー{\displaystyle E_{\mathrm {s} }}は、{\displaystyle \eta _{R}}を放射効率、{\displaystyle \Delta \sigma _{s}}を静的応力減衰とした時、
{\displaystyle E_{\mathrm {s} }\approx \eta _{R}{\frac {\Delta \sigma _{s}}{2\mu }}M_{0}}
{\displaystyle \eta _{R}={\frac {E_{s}}{E_{s}+E_{f}}}}
で推定される。すなわち、放射エネルギーは地震前後の断層の断応力に比例する。
これら2つのエネルギー量は定数ではない。例えば、{\displaystyle \eta _{R}}は破裂速度に依存し、通常の地震では1に近いが、津波地震やスロー地震のような破裂速度が遅い地震では非常に小さい。
{\displaystyle M_{0}}は同一だが{\displaystyle \eta _{R}}・{\displaystyle \Delta \sigma _{s}}は異なる2つの地震は、異なる地震エネルギー{\displaystyle E_{\mathrm {s} }}を放出する。なぜなら{\displaystyle M_{0}}と{\displaystyle E_{\mathrm {s} }}は発生した地震の独立した条件で計測され、{\displaystyle E_{\mathrm {s} }}は1970年代に比べて正当評価された放射エネルギーに関連した個々の地震規模に従って直接的で明確に算出されるためである。
ジョージ・サイとジョン・ボートライトは1995年にエネルギー・マグニチュード (ME) を、{\displaystyle E_{\mathrm {s} }}を放射エネルギー（単位: ジュール、N.m）とした時、
{\displaystyle M_{\mathrm {E} }=\textstyle {\frac {2}{3}}\log _{10}E_{\mathrm {s} }-3.2}
で定義した。